# Geissorhiza karooica
Geissorhiza karooica är en irisväxtart som beskrevs av Peter Goldblatt. Geissorhiza karooica ingår i släktet Geissorhiza och familjen irisväxter. Inga underarter finns listade i Catalogue of Life.